# 関数方程式
数学、及びその応用分野において、関数方程式（かんすうほうていしき、functional equation）は、単一の（または複数の）関数のある点と他の点での値の関係を示す方程式である。関数の性質は、与えられた条件を満たす関数方程式の種類などをもとに決定することができる。通常は代数方程式に帰着できない方程式を指す。
リーマンゼータ関数やその類似物が満たす特殊な関数方程式は、関数等式と呼ばれることが多い。

## 例
リーマンゼータ関数 ζ は関数方程式
{\displaystyle \zeta (s)=2^{s}\pi ^{s-1}\sin \left({\frac {\pi s}{2}}\right)\Gamma (1-s)\zeta (1-s)}
を満たす。ただし大文字の Γ はガンマ関数である。
ガンマ関数は以下の関数方程式を満たす。ガンマ関数は、以下の3本の方程式からなる系を満たす唯一の関数である。
{\displaystyle {\begin{cases}f(x)={\dfrac {f(x+1)}{x}}\\f(y)f\left(y+{\dfrac {1}{2}}\right)={\dfrac {\sqrt {\pi }}{2^{2y-1}}}f(2y)\\f(z)f(1-z)={\dfrac {\pi }{\sin(\pi z)}}\end{cases}}}
関数方程式
{\displaystyle f\!\left({az+b \over cz+d}\right)=(cz+d)^{k}f(z)}
は k 次の保型形式を定義する。ただし a、b、c、d は ad − bc = 1 を満たす整数とする。
その他にも多くの例を挙げることができる。
- すべての指数関数は {\displaystyle f(x+y)=f(x)f(y)} を満たす。
- すべての対数関数は {\displaystyle f(xy)=f(x)+f(y)} を満たす。
- {\displaystyle f(x+y)=f(x)+f(y)}  （コーシーの関数方程式）
- {\displaystyle f(x+y)+f(x-y)=2[f(x)+f(y)]} （中線定理、平行四辺形の法則）
- {\displaystyle f((x+y)/2)=(f(x)+f(y))/2} （イェンゼン）
- {\displaystyle g(x+y)+g(x-y)=2[g(x)g(y)]} （ダランベール）
- {\displaystyle f(h(x))=cf(x)} （シュレーダー方程式）
- {\displaystyle f(h(x))=f(x)+1} （アーベル方程式）

漸化式、例えば
{\displaystyle a(n)=3a(n-1)+4a(n-2)}
は整数変数の未知函数と平行移動作用素からなる関数方程式の一種である。
可換律、結合律も関数方程式の一種である。例えば結合律は、よく見る形だと二項演算の記号を二つの変数に中置して
{\displaystyle (a*b)*c=a*(b*c)}
のように書かれるので函数方程式であるということが直観的には見えにくいが、ここで a ∗ b などと書く代わりに写像の記法に従って ƒ(a, b) などと書けば、結合法則の式は
{\displaystyle f(f(a,b),c)=f(a,f(b,c))}
と、それらしく書き表される。
上の例に共通しているのは、複数の既知関数（たとえば、定数倍や二つの変数の和や積など）が、求める未知関数に代入される点である。

## 解法
関数方程式の求解は非常に難しいこともあるが、いくつかの解法が知られている。
- 対合を考えることによる解法

対合を考えることは有益である。例えば、関数
{\displaystyle f(x)={\frac {1}{x}}}
を考える。これが
{\displaystyle f(f(x))=x}
を満たすことに注意すれば、さらに f を繰り返し施した結果として、f の偶数回の合成でx、奇数回の合成でf(x)となることがわかる。こういった考え方は様々な場合に適用することができて、たとえば
{\displaystyle f(x)={\frac {1}{1-x}},\quad f(x)=1-x}
などに対しても同様のことができる。
例1: 実数値関数fに関する方程式
{\displaystyle f(x+y)^{2}=f(x)^{2}+f(y)^{2},x,y\in \mathbb {R} }
を解くことを考える。{\displaystyle x=y=0} とすると、
{\displaystyle f(0)^{2}=f(0)^{2}+f(0)^{2}}
{\displaystyle \Leftrightarrow f(0)^{2}=f(0)=0}
{\displaystyle y=-x}とすると、
{\displaystyle f(x-x)^{2}=f(x)^{2}+f(-x)^{2}}
{\displaystyle f(0)^{2}=f(x)^{2}+f(-x)^{2}}
{\displaystyle 0=f(x)^{2}+f(-x)^{2}}
よってすべてのxについて {\displaystyle f(x)^{2}=0} となるので、{\displaystyle f(x)=0} が唯一の解である。
- 偏微分・微分方程式と数値代入による解法

関数f(x)について、「連続性や微分可能性といった厳しい条件を設定すると」、関数は一意に定まることが多い。
以下、f(x)についての連続性と微分可能性を仮定する。
例1: {\displaystyle f(x+y)=f(x)+f(y)}・・・※
(1) ※の両辺にx=y=0を代入すると、{\displaystyle f(0)=0}
(2) ※の両辺をxで偏微分すると、{\displaystyle f'(x+y)=f'(x)}
これにx=0を代入すると、{\displaystyle f'(y)=f'(0)}
この微分方程式を解き、{\displaystyle f(y)=f'(0)y}
対称性より、{\displaystyle f(x)=f'(0)x}
例2: {\displaystyle f(x+y)={\frac {f(x)+f(y)}{1+f(x)f(y)}}}・・・※
(1) ※の両辺にx=y=0を代入すると、{\displaystyle f(0)=0,\pm 1}
(2) ※の両辺をxで偏微分すると、{\displaystyle f'(x+y)={\frac {f'(x)(1+f(x)f(y))+f'(x)f(y)(f(x)+f(y))}{(1+f(x)f(y))^{2}}}}
(2-1) これに{\displaystyle f(0)=0}を代入すると、{\displaystyle f'(y)=f'(0)(1-f(y)^{2})}
この微分方程式を解き、{\displaystyle f(y)=\tanh(f'(0)y)}
対称性より、{\displaystyle f(x)=\tanh(f'(0)x)}
(2-2) 以下、複号同順とする。
これに{\displaystyle f(0)=\pm 1}を代入すると、{\displaystyle f'(y)=0}
この微分方程式を解き、{\displaystyle f(y)=\pm 1}
対称性より、{\displaystyle f(x)=\pm 1}
(なお、※はtanh関数の加法定理に相当し、(2-2)の解は(2-1)の解の漸近線を表す。)